# Villanueva del Trabuco (kommunhuvudort)
Villanueva del Trabuco är en kommunhuvudort i Spanien.   Den ligger i provinsen Provincia de Málaga och regionen Andalusien, i den södra delen av landet, 400 km söder om huvudstaden Madrid. Villanueva del Trabuco ligger 686 meter över havet och antalet invånare är 5 067.
Terrängen runt Villanueva del Trabuco är huvudsakligen kuperad, men norrut är den platt. Runt Villanueva del Trabuco är det ganska glesbefolkat, med 50 invånare per kvadratkilometer. Närmaste större samhälle är Antequera, 19,7 km väster om Villanueva del Trabuco. Trakten runt Villanueva del Trabuco består till största delen av jordbruksmark.